# Pedrellianes
Les trobades Pedrellianes són unes jornades que se celebren anualment a la Biblioteca de Catalunya per debatre i intercanviar punts de vista amb els agents implicats en la creació, docència, investigació, crítica i edició musicals.
Les jornades s'organitzen a l'entorn de taules rodones amb especialistes del sector i acostumen a concloure amb un col·loqui obert. L'edició de 2020, a més de la taula rodona, hi va incorporar comunicacions.

## Història
La primera edició va tenir lloc l'any 2017 amb motiu de la celebració del centenari de la Secció de Música de la Biblioteca de Catalunya i del 175è aniversari del naixement del seu impulsor, Felip Pedrell, que havia estat l'any anterior.
- Primera edició. 26 d'octubre de 2017.[2] Les trobades van consistir en una comparativa dels àmbits que treballava Felip Pedrell (pedagogia, musicologia, crítica i edició musicals i composició) amb les accions que es fan actualment en aquests aspectes. Al final de la jornada es va poder visitar l'exposició “Música i estudi. Cent anys de la Secció de Música de la Biblioteca de Catalunya”.[cal citació]
- Segona edició. 27 de novembre de 2018. Es van dedicar a la promoció i mecenatge del patrimoni musical.[cal citació]
- Tercera edició. 14 de novembre de 2019.[3] Es van dedicar a la difusió del patrimoni musical.
- Quarta edició. 14 d'octubre de 2020. La pandèmia de la COVID-19 va obligar a repensar algunes de les activitats que la Biblioteca de Catalunya tenia previstes. La Jornada dedicada a Robert Gerhard per commemorar l'Any Gerhard —que començava el 2020, 50è aniversari de la seva mort, i acabava el 2021, amb la commemoració del 125è aniversari del naixement— i que havia de celebrar-se el 19 de març de 2020 es va haver d'ajornar. Això va fer que les Pedrellianes 2020 tinguessin un format diferent. Tot i continuar amb el fòrum de debat i estar dedicades a les accions i iniciatives dutes a terme a Catalunya per la recuperació dels seus compositors, el programa es va centrar principalment en Robert Gerhard. Al final de la jornada es va poder visitar l'exposició "Tot Escoltant Robert Gerhard (1896-1970): un Quixot amb noblesa d'esperit",[4] comissariada per Oriol Pérez i Treviño.
- Quinta edició. 25 de novembre de 2021.[5] Es van dedicar a la difusió i el coneixement dels compositors catalans i la seva obra custodiada a la Biblioteca de Catalunya, amb la voluntat d’incentivar el seu estudi i la seva interpretació entre les generacions actuals.[6][7]